# NGC 5033
NGC 5033 é uma galáxia espiral (Sc) localizada na direcção da constelação de Canes Venatici. Possui uma declinação de +36° 35' 36" e uma ascensão recta de 13 horas, 13 minutos e 28,0 segundos.
A galáxia NGC 5033 foi descoberta em 1 de Maio de 1785 por William Herschel.